# Piraci z Wysp Śpiewających
Piraci z Wysp Śpiewających – powieść Adama Bahdaja, wydana po raz pierwszy w 1966 roku nakładem wydawnictwa Nasza Księgarnia. Książkę ilustrowała Hanna Kohlmann-Maczubska.
Książka opowiada o przygodach rudobrodego wuja Leona, który zabrał swego czternastoletniego siostrzeńca, Marcina, na wakacyjną podróż starym samochodem po Jugosławii.